# Neritos samos
Neritos samos là một loài bướm đêm thuộc phân họ Arctiinae, họ Erebidae.